# Клей-олівець

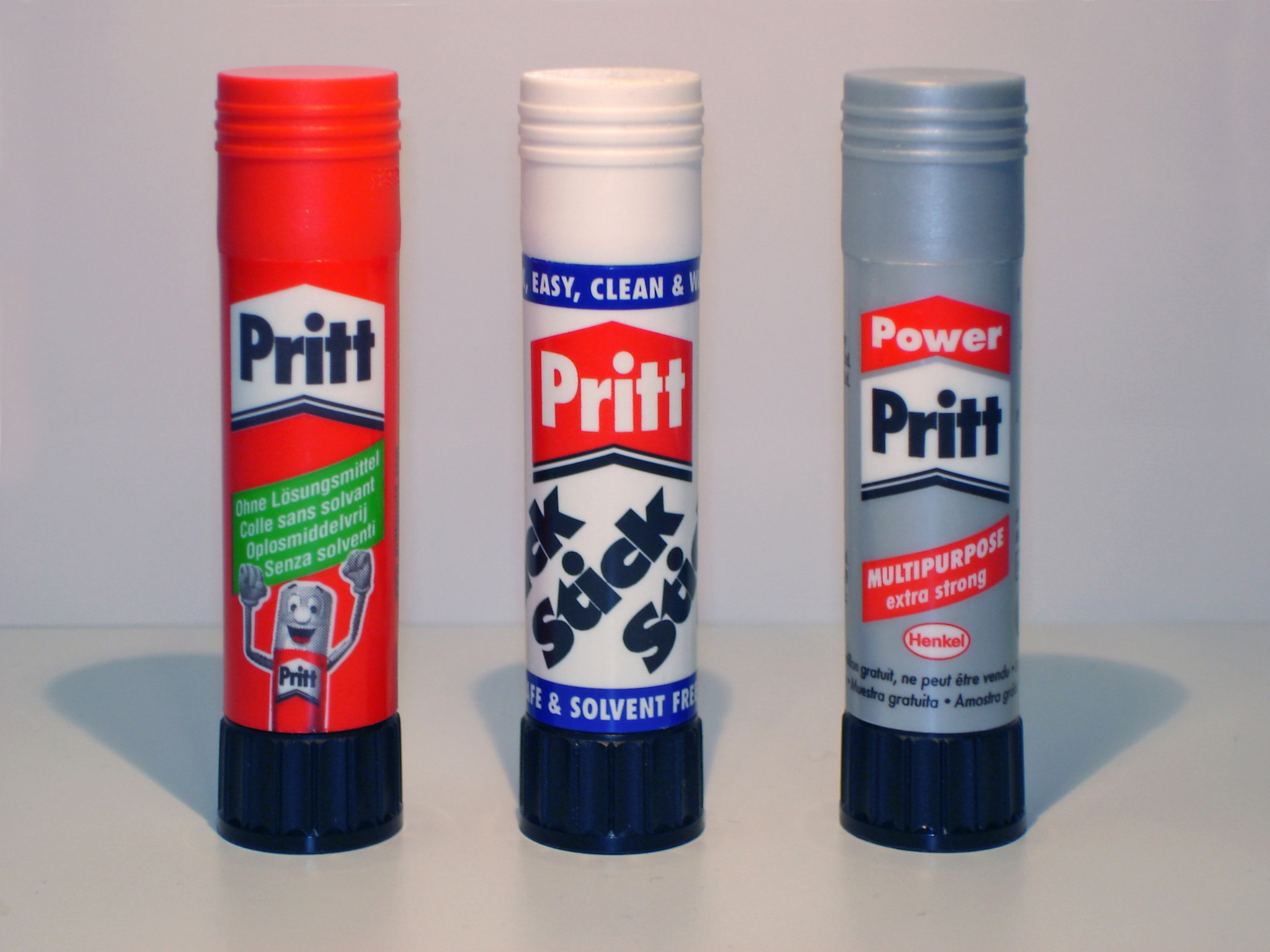
Клейові олівці

Клей-олівець (англ. Glue Stick, клей-стрижень) — твердий клей, який висувається із футляра-трубки за допомогою гвинтового поворотного механізму та наноситься на поверхню як олівець або губна помада.

## Застосування
Клейові олівці широко застосовуються в офісах і школах. Безпечні для здоров'я людини: не токсичні, не містять розчинників та кислот. Зазвичай, використовується для склеювання паперу. Клей-олівець компактний, простий у використанні, не забруднює рук та швидко висихає. Його легко зчистити з одягу та меблевої поверхні.

## Склад
Основними елементами є вода та акриловий полімер (приблизно по 40 % маси), в якості емульгатора використовують, наприклад, стеарат натрію, поліетиленгліколь, поліоксиетиленовий монооктилфеніловий ефір і т. д. Склад клею змінюється в залежності від віробника.

## Призначення
Основне призначення клейових олівців — склеювання паперу, картону, фотопаперу та картону. Міцність склеювання невелика, при необхідності можливо від'єднати склеєні поверхні без їхнього пошкодження.
Олівці також мають застосування у певних виробничих процесах. Зокрема відомі клейові олівці для кравців, що використовуються для закріплення елементів викрійки. Цей клей більш міцний та водорозчинний для подальшого його видалення пранням після пошиву.
Клей-олівець також застосовується в 3D-друкуванні для склеювання першого шару друку до основи, в моделюванні тощо.